# NGC 3080
NGC 3080 (również PGC 28910 lub UGC 5372) – galaktyka spiralna (Sa), znajdująca się w gwiazdozbiorze Lwa. Odkrył ją William Herschel 1 kwietnia 1794 roku. Należy do galaktyk Seyferta typu 1.